# Пішаки Нуль-А
Пішаки Нуль-А (англ. The Pawns of Null-A) – науково-фантастичний роман канадського та американського письменника Альфреда Елтона ван Вогта опублікований «Astounding Stories»  жовтень 1948 — січень 1949 під назвою англ. Players of Null-A.
Він використовує поняття із загальної семантики Альфреда Коржибського. Назва Ā чи Нуль-А належить до неарістотелівської логіки.

## Сюжет
Дія починається одразу після подій твору «Світ Нуль-А». Ґоссейн намагається потрапити на Венеру, але його спробу саботує шпигун Імперії. Він потрапляє в пастку загадкового Послідовника, фізично-енергетичної істоти. Після захоплення свідомість Ґоссейна опиняється на планеті Горґзід у тілі слабохарактерного принца Ашаргіна, заручника при дворі імператора Великої імперії Енро. З цієї точки зору він має можливість дізнатися про намір Енро перемогти Галактичну Лігу та знищити планету Венера, про релігію Сплячого бога, яка править імперією та схвалює загарбницьку війну. Він також усвідомлює, що Патриція Гарді — не хто інший, як Ріша, сестра Енро. Енро грає проти часу, хоча в нього найбільший флот, але на планетах де виробляється його зброя, виникає все більше повстань. Енро хоче показати слабкість опозиції в особі Ашаргіна. Щоб виграти час, Ґоссейн погоджується підігрувати Енро.
Свідомість Ґоссейна повертається в його тіло, яке ув'язнене Послідовником на планеті Ялерта, де зустрічається з місцевою провидицею Лідж. Їм вдається втекти і вони зустрічаються з Послідовником, який каже Ґоссейну, що він не може впоратися з ним у присутності джерел енергії і що його нейтралізація повинна бути ретельно розрахована. Ґоссейну та Лідж вдається заволодіти кораблем, який прибув вербувати провидців місцевої цивілізації для флоту Імперії, після чого головний герой знову опиняється вкинутим у тіло Ашаргіна.
Новий крок допомагає йому дізнатися: таємниці в мавзолеї Сплячого Бога та змову Елдреда Кренга, нинішнього чоловіка Патриції, з метою вбити Енро та врятувати планету Венера.
Вони відкидають план замаху, оскільки адмірал Палеол та офіцери вчинили багато воєнних злочинів, і не припинять війну. Ґоссейн пропонує Лізі використати декілька мільйонів Ā венеріанців для координації Ліги у війні, але бюрократи відкидають цю пропозицію.
Повернувшись у власне тіло, Ґоссейн відправляється на Венеру, щоб попередити жителів про флот Енро керований провидцями, проти яких швидкостворений москітний флот дронів Венери неефективний. Ґоссейн продовжує тренувати свій другий мозок під наглядом доктора Каїра та допомагає венеріанцям виграти першу битву проти флоту Великої Імперії. Ā венеріанці голосуванням вирішують поділитись своєю зброєю з Лігою взамін на прихисток біженців.
Флот Ліги починає тіснити флот Імперії, але це супроводжується воєнними злочинами з їхнього боку та погіршенням ставлення до біженців-венеріанців.
Нова подорож у тіло Ашаргіна дозволяє йому дізнатися особу Послідовника: це Секох, верховний священник релігії Сплячого Бога, якому низка подій надала енергетичні сили. Секох виганяє Енро зі столиці позбавляючи його легітимності. Енро очолює залишки флоту.
Ґоссейн оживляє тіло Сплячого бога — представника гуманоїдної раси, яка масово переселилася в нашу галактику мільйони років тому, щоб уникнути космічного катаклізму і з якої розвинулися сучасні цивілізації, включно з землянами. В його тілі він звинувачує фанатика Секоха у єресі і той скоює самогубство.

## Історичні паралелі
- Мавзолей Леніна
- Смерть Олексія Навального
- Відсторонення Віктора Януковича